# Alessandro Mazzucotelli
Alessandro Mazzucotelli (né le 30 décembre 1865 à Lodi et mort le 29 janvier 1938  à Milan) est un artisan d'art, décorateur d'intérieur et ferronnier, l'un des ferronniers d'art les plus réputés de la fin du XIXe siècle et du début du XXe siècle en Italie.

## Biographie
Alessandro Mazzucotelli, né à Lodi, était le fils de Rosa Caprara et de Giovanni Valente, un marchand de fer originaire de la vallée de Imagna, dans la province de Bergame. Le rêve d'Alessandro était de  devenir peintre ou sculpteur, mais la famille n'avait pas les moyens de satisfaire ses aspirations et il fut bientôt forcé de travailler. À 18 ans, il déménage à Milan, où il trouve du travail comme apprenti avec son frère Charles, dans la boutique du forgeron Defendente Oriani, via Aldo Manuzio, et qu’il rachète 6 ans après en 1891. De 1902 à 1908, la société fut nommée Mazzucotelli-Engelmann, mais plus tard il décida de travailler seul, d'abord en via Ponchielli, puis il déménagea en 1909 dans le quartier de la Bicocca, qui se développait comme centre sidérurgique.
Mazzucotelli a été appelé le « magicien du fer » parce qu'il était en mesure de donner au fer cet aspect souple et « fleuri » qui a été le caractère dominant de l’Art nouveau. Très vite il devint le collaborateur préféré de plusieurs architectes renommés comme Enrico Zanoni, Giuseppe Sommaruga, Ulysse Stacchini, Gaetano Moretti, Ernesto Pirovano, Franco Oliva et Silvio Gambini.
Dans ses premières années, il a été influencé par le peintre Giovanni Beltrami qui, sensible aux nouveaux courants artistiques, décida d'abandonner la peinture pour fonder la plus grande usine de verre de Milan, consacrée à l’Art nouveau.
En 1902, il se distingua à la Première exposition internationale d'art décoratif moderne de Turin, une grande exposition de renommée internationale à laquelle participèrent aussi Charles Rennie Mackintosh, Louis Comfort Tiffany et Peter Behrens. L'année suivante, il effectua un voyage dans plusieurs pays européens avec son ami Eugenio Quarti et, au retour, ils décidèrent ensemble de travailler comme enseignants à l'association Umanitaria.
Au cours de ces années, il reçut ses premières commandes importantes telles que le Palais de l'ancienne Bourse (maintenant le bureau central de la Poste) de Milan, Villa Ottolini-Tosi à Busto Arsizio et Villa Fabbro et Villa Antonini à Mogliano Veneto. Lentement, il abandonna les réalisations naturalistes pour se tourner vers des formes plus pures, comme la Casa Maffei à Turin (1906).
Mazzucotelli avait l’habitude de réaliser une esquisse en observant la nature, puis il revenait dans son laboratoire, il retravaillait son dessin en l’agrandissant sur un carton qu’il coupait, de façon à avoir une vision plus concrète de son projet.
En 1906, il participa, avec  Eugenio Quarti à l'Exposition Internationale du Sempione à Milan, en présentant son très connu Cancello dei Gladioli, maintenant exposé à la Galerie d'Art Moderne Carlo Rizzarda de Feltre. Très appréciées furent aussi les réalisations pour la Villa Faccanoni-Romeo (via Buonarroti 48) et Casa Tensi (via Vivaio 4) à Milan, et le Kursaal de San Pellegrino Terme.
Son activité s’intensifia après l'ouverture de sa nouvelle société à la Bicocca, et, en 1909, il commença à travailler aussi avec l'Amérique du Sud et à intervenir sur des bâtiments commémoratifs comme la Capella Espiatoria de Monza.
En 1922, il créa et prit la direction de l'Institut Supérieur des Industries Artistiques (ISIA) de Monza, où il eut comme élève et comme successeur dans son rôle de responsable pour la section dédiée au fer forgé Gino Manara. En 1923 il fut le président de la « Biennale Internationale des Arts Appliqués » où il présenta sa grille Groviglio di serpi. Parmi les expositions auxquelles il a assisté il faut rappeler l'Exposition Universelle et Internationale de Bruxelles en 1910 et l'Exposition internationale des Arts décoratifs et industriels modernes de Paris en 1925.
Il fut appelé par Pompeo Mariani pour décorer sa Villa à Bordighera et par Gabriele D'Annunzio pour le célèbre Vittoriale degli italiani à Gardone Riviera. En 1929, il a été élu député à la chambre dans la XXVIII législature du royaume d'Italie.
Bien que sa spécialité ait toujours été le fer, il a également travaillé sur les bijoux pour Adone Calderoni et pour les tissus de l’industrie textile de Brembate. Il fut si connu que Giovannino Guareschi le cita dans son roman La scoperta di Milano.

## Le métier et les œuvres
- Palazzo Zanoni, Viale Bligny 60, conçu par Enrico Zanoni et Alessandro Mazzucotelli (1886)
- Casa Zanoni, localisée en Corso Monforte 43 à Milano, conçu par l'architecte Enrico Zanoni (1889). L'édifice est également appelé Maison du chat noir en raison de la silhouette d'un chat que Mazzucotelli a introduite dans la grille d'une petite fenêtre du sous-sol[5],[6].

## Musées
- Musée Wolfsonian-FIU, Floride, États-Unis
- Musée d'Orsay, Paris[7]
- Musée de la Villa Bernasconi, Cernobbio
- Galerie d'Art Moderne Carlo Rizzarda
- Collection Civique des Estampes Achille Bertarelli, Château des Sforza de Milan
- Musée National des Sciences et de la Technologie "Leonardo da Vinci"[8]

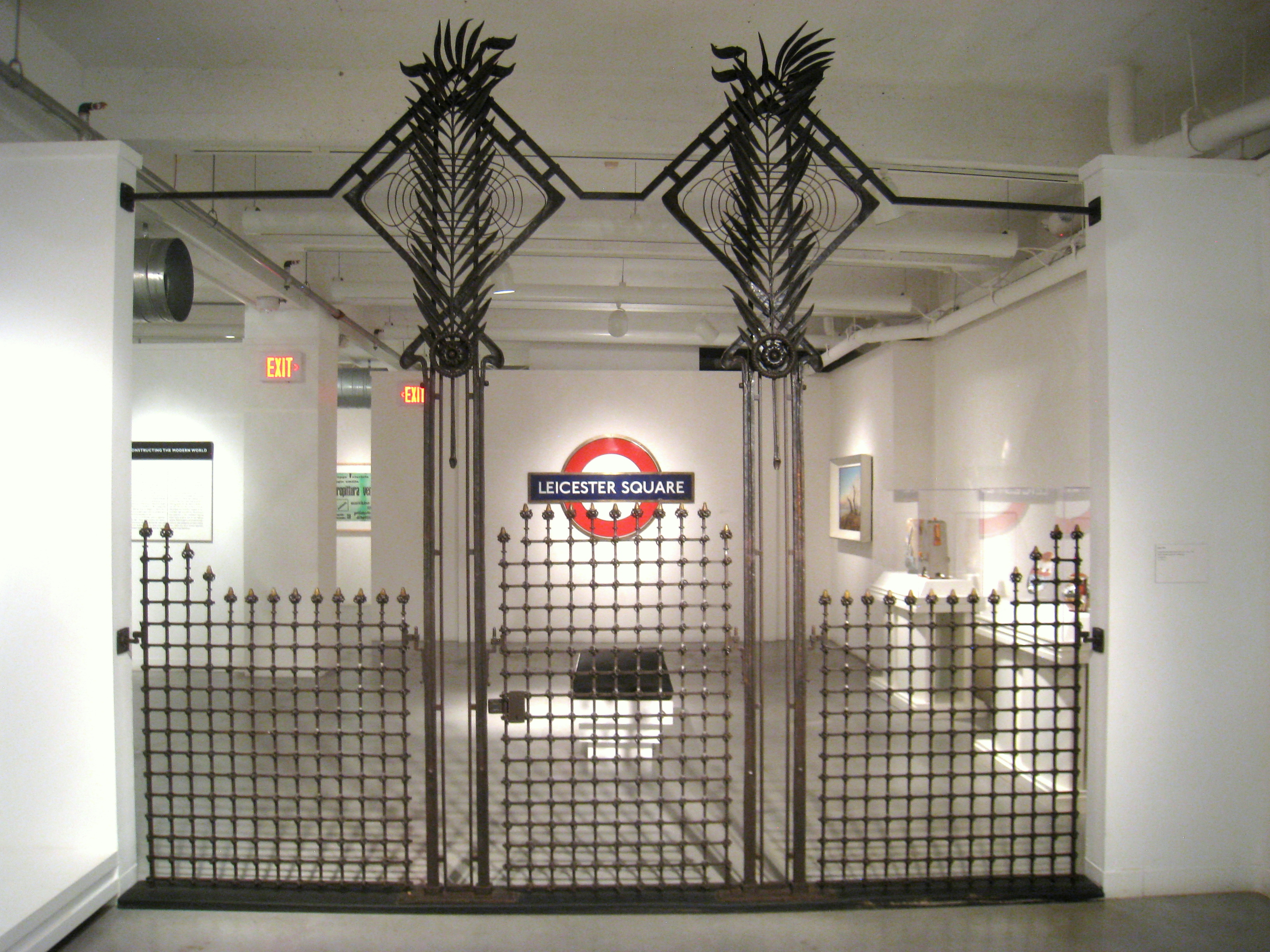
Musée Wolfsonian-FIU, Florida, Usa

## Récompenses et distinctions
: Chevalier de l'ordre du Mérite de la République italienne (10 mars 1912).

Alessandro Mazzucotelli
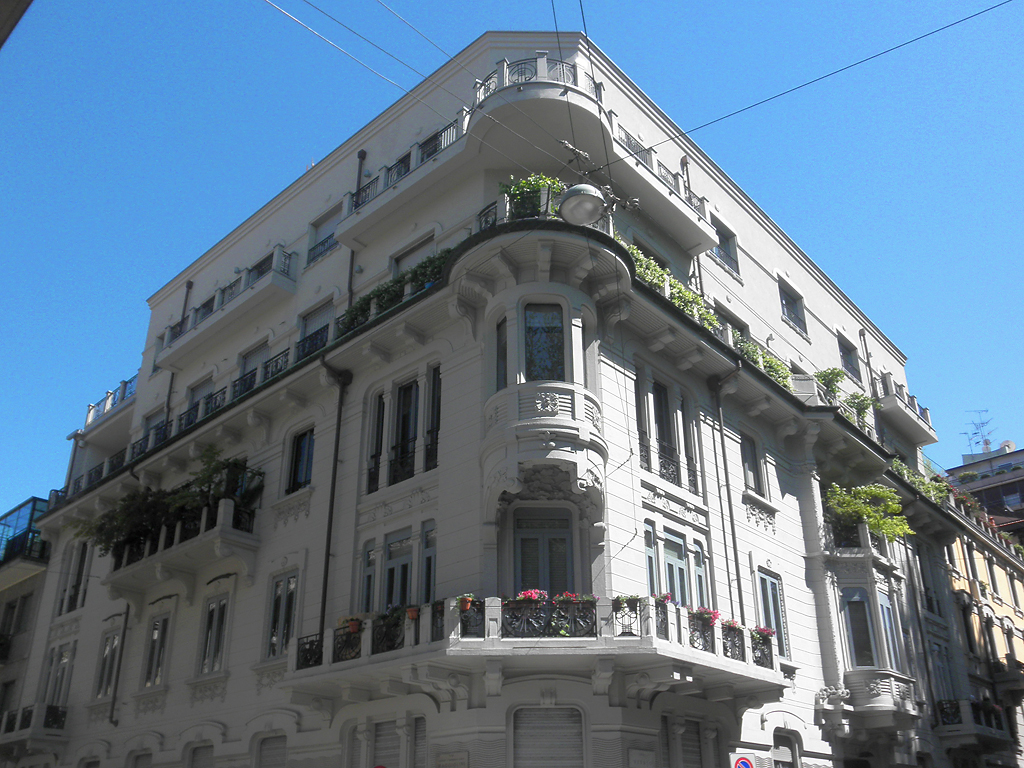
Casa Tensi, Milan
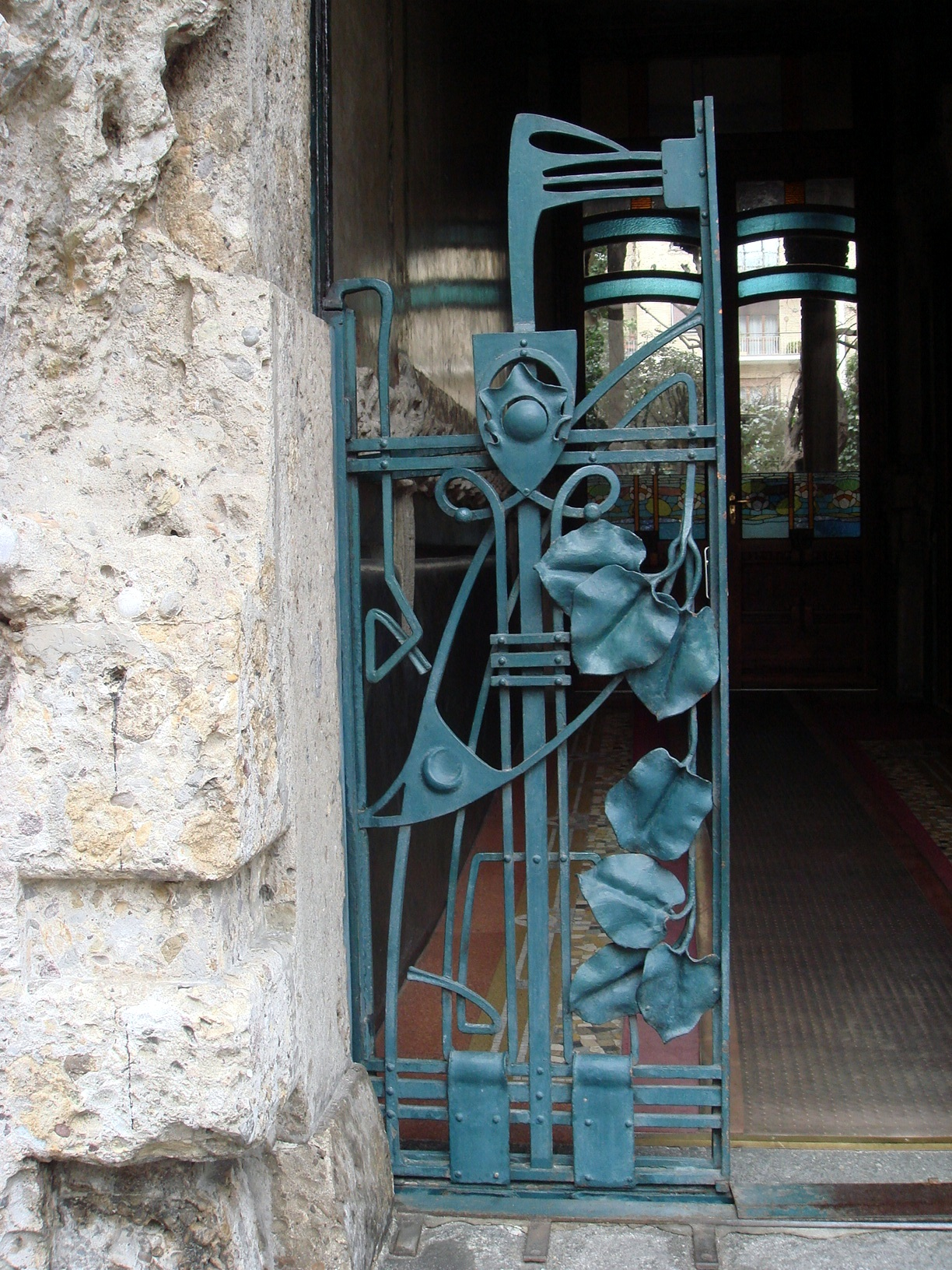
Casa Campanini, Milan (1904)
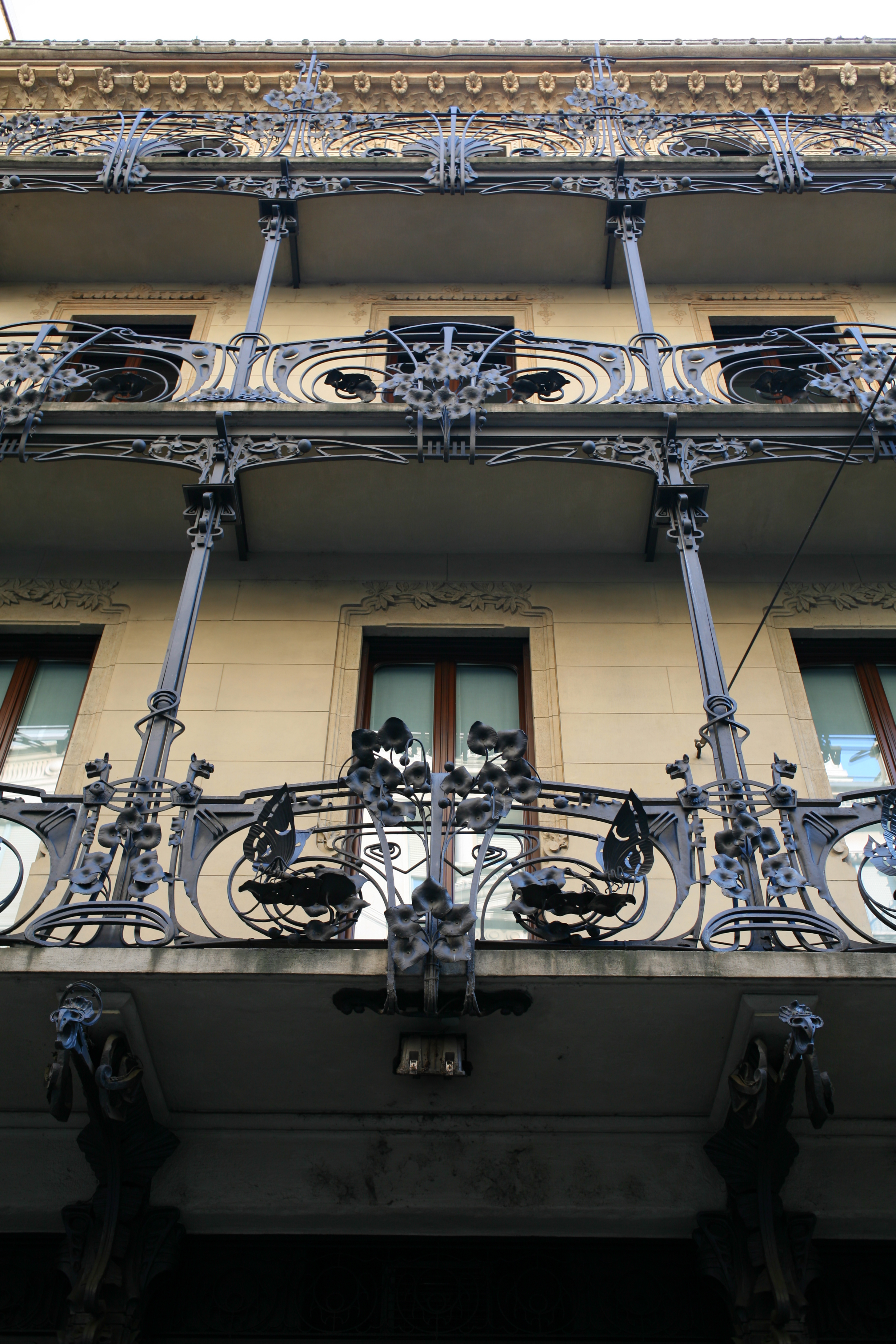
Casa Ferrario, Milan (1904)
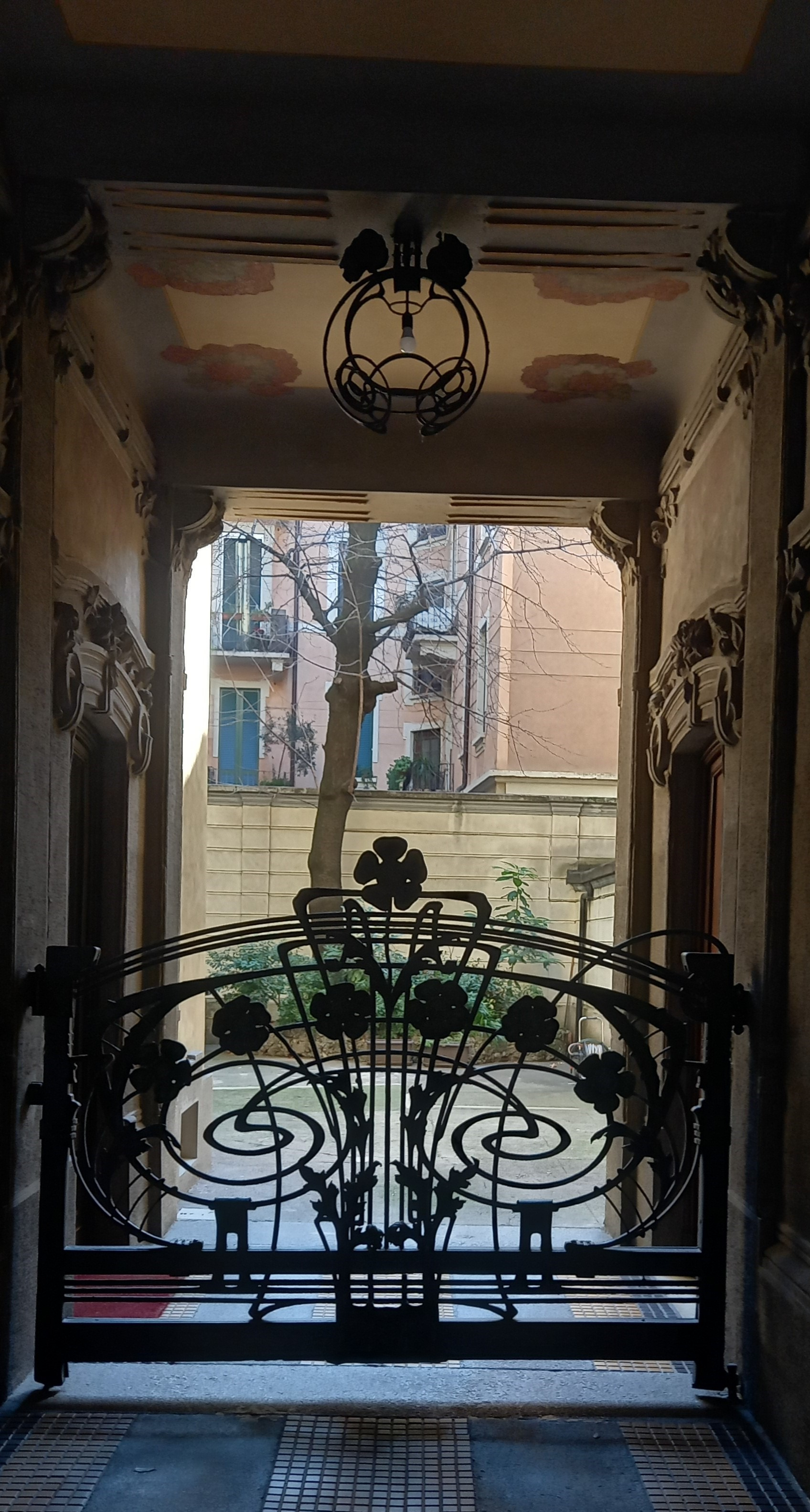
Casa Guazzoni, portail, Milan
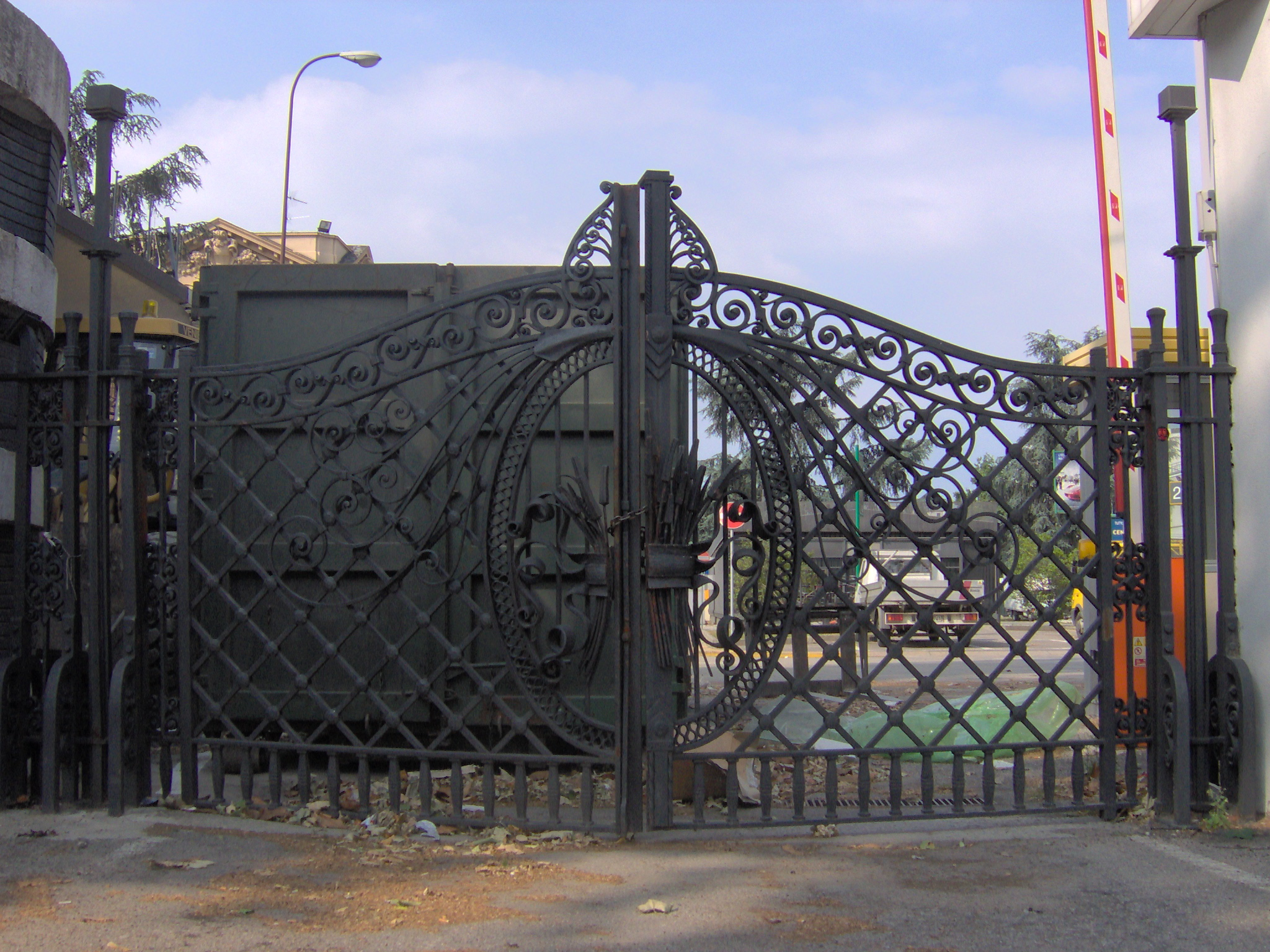
Portail de la Fiera di Milano
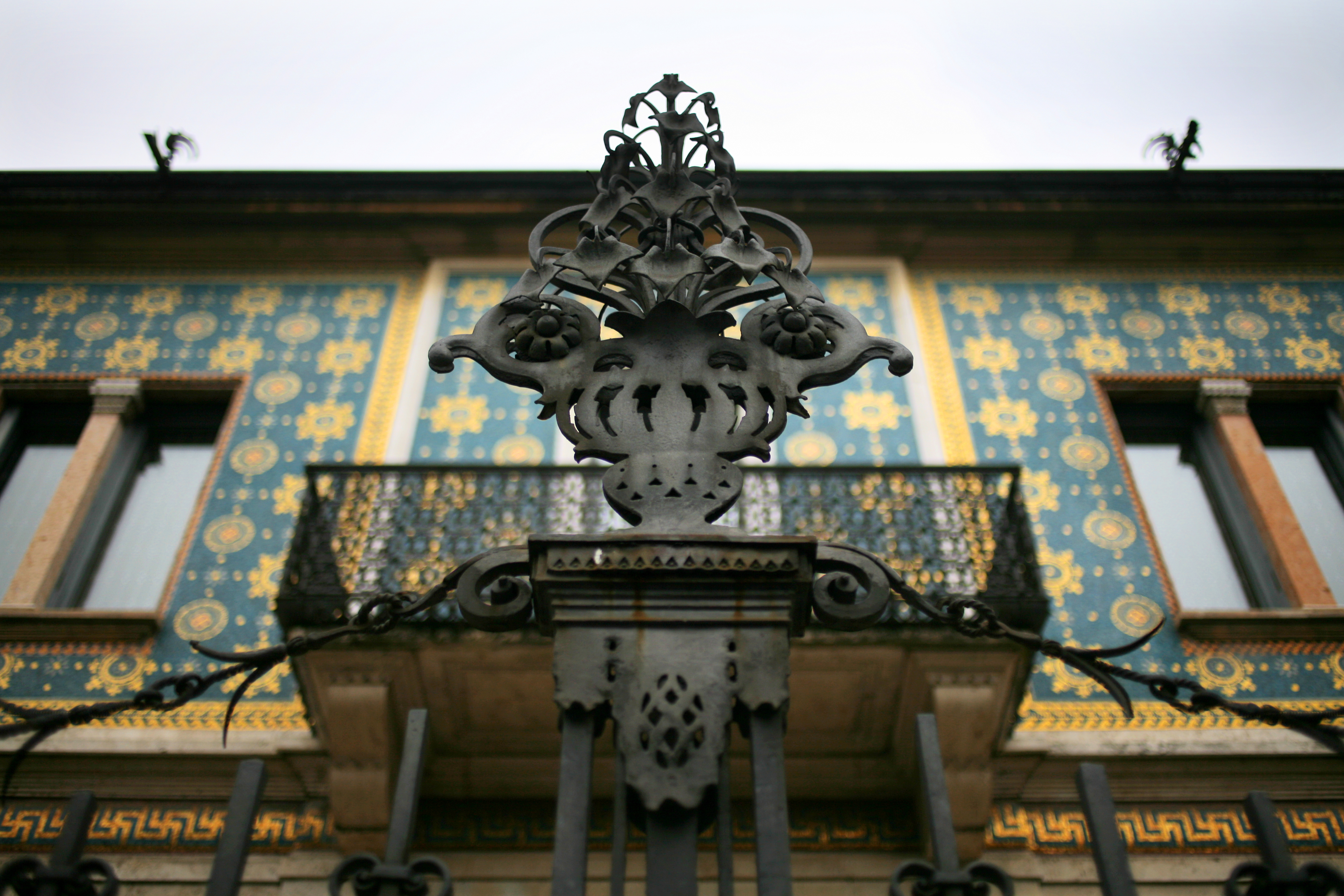
Détail de la grille du Villino Maria Luisa, Milan